# الدوري اللبناني الممتاز 2014–15
الدوري اللبناني الممتاز 2014-15 هو الموسم الخامس والخمسون لدوري كرة القدم الممتاز في لبنان، وهو أعلى دوري احترافي لبناني لأندية كرة القدم، بدأ الموسم في السبت 26 سبتمبر 2014 وانتهى في يونيو 2015، حيث تنافس في الدوري اثني عشر فريقًا، كان نادي النجمة المدافع عن اللقب، وفاز به نادي العهد، بنتيجة 0:2 في مباراته أمام حامل اللقب نادي النجمة، وقد خاض فريق نادي العهد 22 مباراة، فاز بـ 16 مباراة منها، وتعادل في 3 مباريات، وخسر 3 مباريات، وكانت مجموع نقاطه 51 نقطة. فاز لوكاس جالان بجائزة «أفضل هداف» بعد أن أحرز 17 هدفاً.
في نهاية الدوري تأهل نادي العهد إلى الجولة التمهيدية لدوري أبطال آسيا 2016، وتأهل نادي طرابلس إلى التصفيات المؤهلة إلى جولة كأس الاتحاد الآسيوي 2016، فيما هبط فريق التضامن صور وفريق نادي الإخاء الأهلي عاليه إلى دوري الدرجة الثانية.

## الفرق
هبط فريقي المبرة والإغماطي طرابلس إلى المستوى الثاني لكرة القدم اللبنانية بعد انتهاء الدوري اللبناني الممتاز 2013–14 وحصولهما على المركزين السفليين وقد حل محلهما النبي شيت وشباب الغازية.

### الملاعب والمواقع
| النادي                      | الموقع           | الملعب              | السعة | المدرب          |
| --------------------------- | ---------------- | ------------------- | ----- | --------------- |
| نادي العهد                  | بيروت            | ملعب بيروت البلدي   | 22500 | محمد حمود       |
| نادي الإخاء الأهلي عاليه    | عاليه            | ملعب أمين عبد النور | 3500  | حسين عفاش       |
| نادي الأنصار                | بيروت            | ملعب بيروت البلدي   | 22500 | ريتشارد تاردي   |
| نادي النجمة                 | بيروت            | استاد رفيق الحريري  | 5000  | ثيو بوكير       |
| نادي البقاع الرياضي         | النبي شيت (بلدة) | استاد النبي شيث     | 5000  | محمد الدكة      |
| الراسينغ بيروت              | بيروت            | استاد برج حمود      | 8000  | موسى حجيج       |
| نادي الصفاء                 | بيروت            | ملعب الصفا          | 4000  | يمكن فانلي      |
| نادي السلام زغرتا الرياضي   | زغرتا            | ملعب زغرتا          | 5000  | بيتر ميندرتيسما |
| شباب الساحل                 | بيروت            | ملعب بيروت البلدي   | 22500 | ليبور بالا      |
| نادي الشباب الرياضي الغازيه | صيدا             | ستاد صيدا الدولي    | 22600 | مالك حسون       |
| التضامن صور                 | صور              | ملعب الحامض         | 6500  | زهير محمد       |
| نادي طرابلس                 | طرابلس           | ملعب طرابلس البلدي  | 22000 | إسماعيل قرطام   |

## الجدول

### جدول الدوري
| م  | الفريق                       | لعب | ف  | ت | خ  | أ.له | أ.ع | أ.ف | نقاط | الصعود، التأهل أو الهبوط                                    |
| -- | ---------------------------- | --- | -- | - | -- | ---- | --- | --- | ---- | ----------------------------------------------------------- |
| 1  | نادي العهد (C)               | 22  | 16 | 3 | 3  | 42   | 10  | +32 | 51   | تأهل إلى الجولة التمهيدية لدوري أبطال آسيا 2016             |
| 2  | نادي الأنصار                 | 22  | 13 | 4 | 5  | 31   | 19  | +12 | 43   |                                                             |
| 3  | نادي النجمة                  | 22  | 11 | 6 | 5  | 26   | 18  | +8  | 39   |                                                             |
| 4  | نادي طرابلس                  | 22  | 10 | 3 | 9  | 36   | 24  | +12 | 33   | تأهل إلى التصفيات المؤهلة إلى جولة كأس الاتحاد الآسيوي 2016 |
| 5  | نادي الصفاء                  | 22  | 8  | 6 | 8  | 26   | 28  | −2  | 30   |                                                             |
| 6  | نادي البقاع الرياضي          | 22  | 8  | 6 | 8  | 30   | 36  | −6  | 30   |                                                             |
| 7  | نادي السلام زغرتا الرياضي    | 22  | 7  | 6 | 9  | 32   | 40  | −8  | 27   |                                                             |
| 8  | شباب الساحل                  | 22  | 7  | 3 | 12 | 25   | 28  | −3  | 24   |                                                             |
| 9  | نادي الشباب الرياضي الغازيه  | 22  | 6  | 6 | 10 | 29   | 38  | −9  | 24   |                                                             |
| 10 | الراسينغ بيروت               | 22  | 6  | 5 | 11 | 18   | 30  | −12 | 23   |                                                             |
| 11 | التضامن صور (R)              | 22  | 5  | 7 | 10 | 17   | 30  | −13 | 22   | هبط إلى الدوري اللبناني الدرجة الثانية                      |
| 12 | نادي الإخاء الأهلي عاليه (R) | 22  | 5  | 5 | 12 | 18   | 29  | −11 | 20   | هبط إلى الدوري اللبناني الدرجة الثانية                      |

## وصلات خارجية
- صفحة "الدوري اللبناني الممتاز 2014–15" على موقع كووورة.